# B&S Siebenhaar Verlag
Der B&S Siebenhaar Verlag ist ein 1999 gegründeter, deutscher Verlag mit Unternehmenssitz in Berlin.

## Geschichte
Im Frühjahr 1999 gründeten der Literaturwissenschaftler Klaus Siebenhaar und der ehemalige Bankier Jürgen Bostelmann den Berliner Sachbuchverlag Bostelmann & Siebenhaar. Der Verlag fungierte als neues Verlagsdach für die seit 1994 produzierten Bücher der Berliner Verlagsgruppe Fannei & Walz / FAB. Neben dem Publizieren von Berlin-Büchern, Kulturführern und Sachbüchern konzentrierte sich das Unternehmen auf „Corporate Publishing“. Nach dem Ausscheiden Bostelmanns im Jahre 2006 ging der Verlag in Familienführung über.

## Programm
Der B&S Siebenhaar Verlag beinhaltet die Programmlinien Kunst, historische Publizistik, Zeitgeschichte, Kulturmanagement und Medienwissenschaft. Ebenfalls publiziert der Verlag politische Bücher, etwa in Form von Autobiographien, sowie populäre Ratgeber und Regionalkrimis. Bedeutende Autoren des Verlages waren und sind: Arnold Bode, Bernd Matthies, Brigitte Zypries, Dirk Schwarze, Georg Milde, Gunnar Bender, Hans Eichel, Horst Seidenfaden, Jürgen Rüttgers, Özcan Mutlu, Peter Radunski, René Koch, Thea Herold und Ulrich Eckhardt.